# Mityana Pilgrims’ Centre Shrine

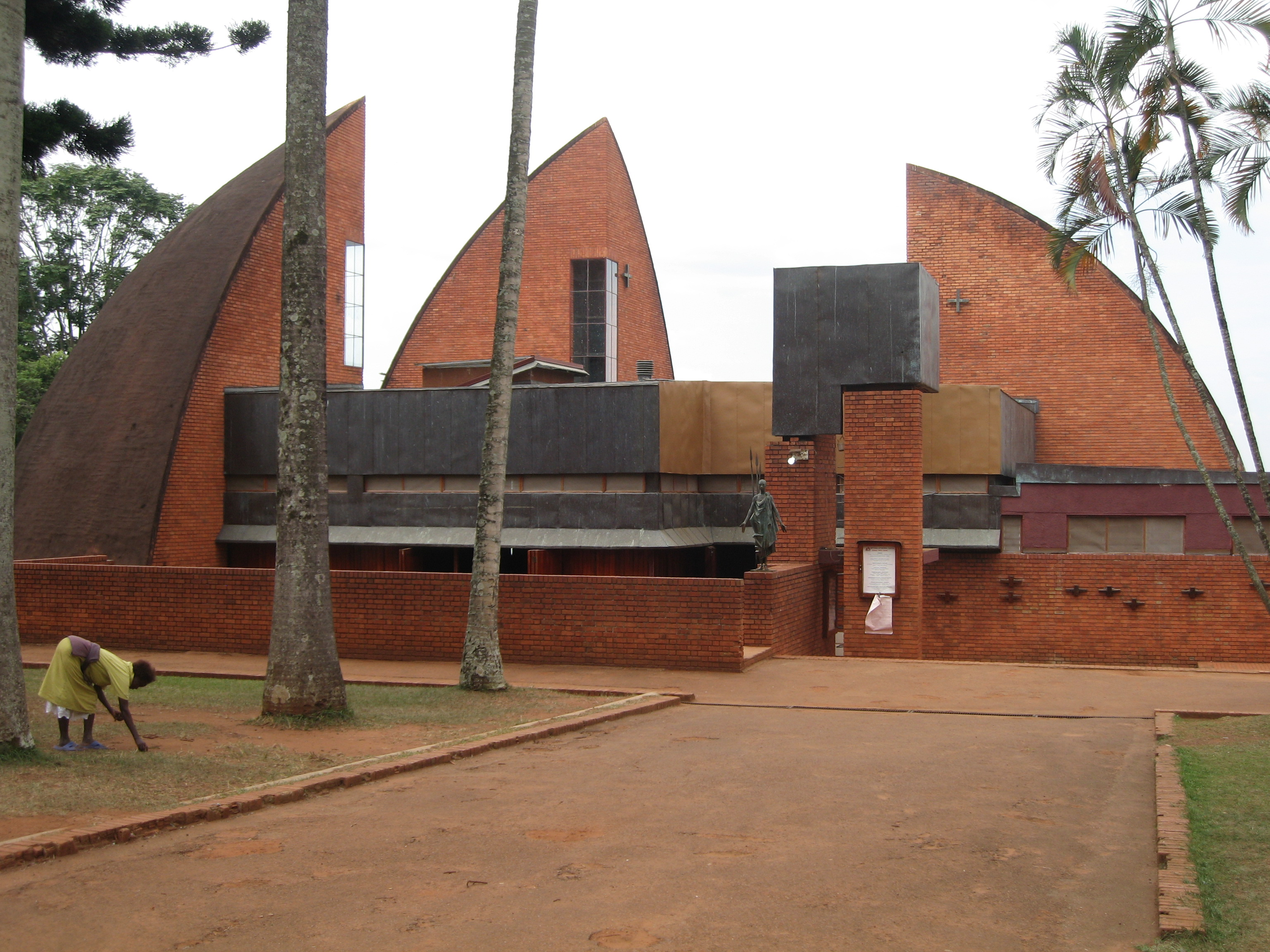
Mityana Pilgrims’ Centre Shrine (2015)

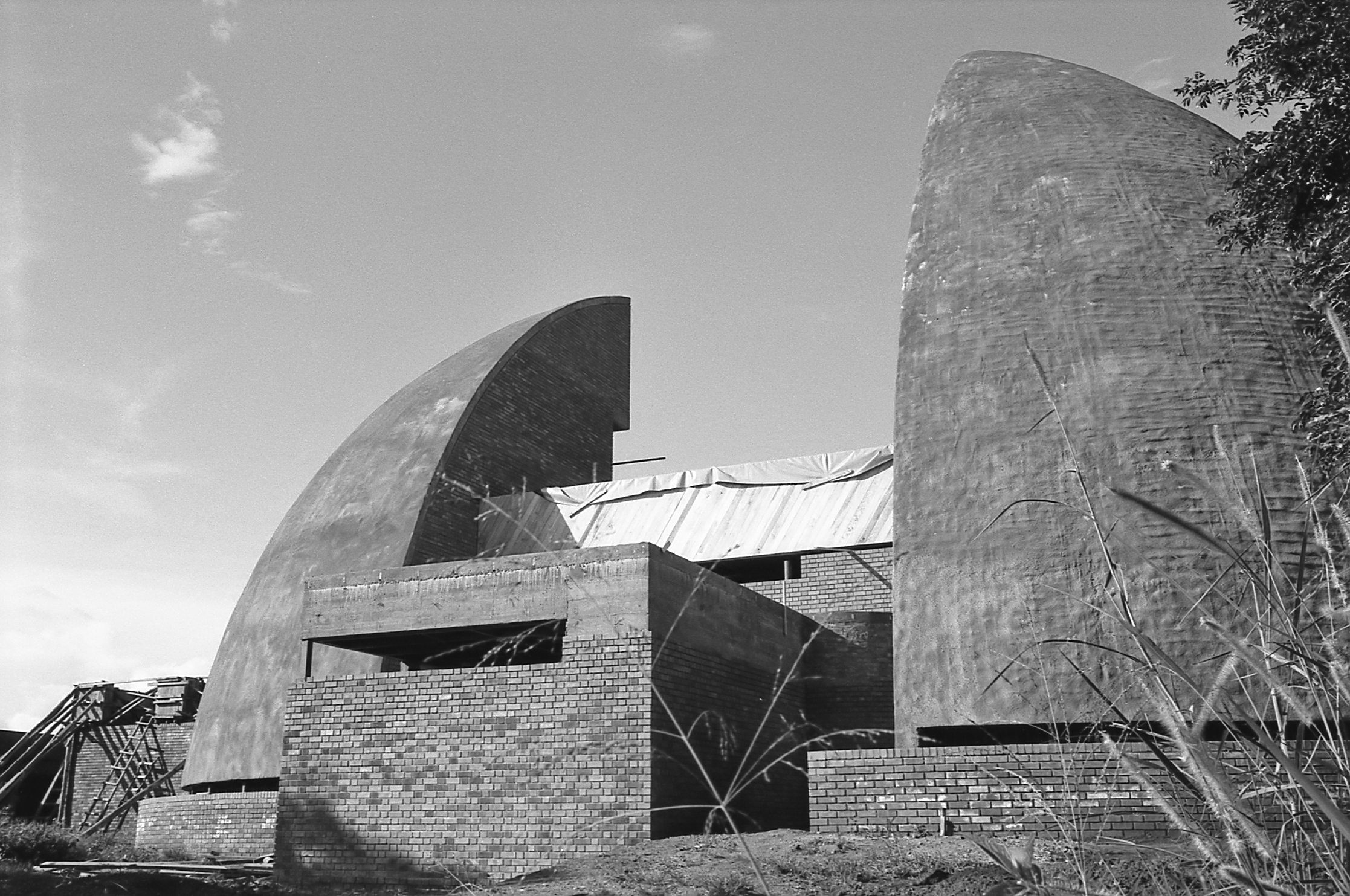
Bauphase, zwischen 1963 und 1965

Der Mityana Pilgrims’ Centre Shrine ist ein römisch-katholisches Pilgerzentrum in Mityana in der Central Region, 77 Kilometer westlich von Kampala in Uganda.
Das Pilgerheiligtum von Mityana im Bistum Kiyinda-Mityana ist ein Komplex, der eine Kirche, eine Schule, ein Gesundheitszentrum, ein Gemeindehaus und andere Funktionsbereiche umfasst. Der Gesamtentwurf des Schweizer Architekten Justus Dahinden umfasst ein zentrales Element, das einem Gebäude im internationalen Stil ähnelt. Das Wallfahrtszentrum wurde errichtet zum Gedenken an drei afrikanische Märtyrer.
Der Schweizer Architekt Justus Dahinden plante die Kathedrale St. Noa Mawaggali, die um 1964 geplant und 1972 eingeweiht wurde.
Die Entwurfsphilosophie betont die metabolistische Idee des organischen Wachstums. Anstelle eines konventionellen Glockenturms gibt es eine offene Trommelplattform in einem niedrigen Turm, was eher der örtlichen religiösen Praxis entspricht. Es gibt keinen Haupteingang – die Gottesdienste sind von allen Seiten zugänglich. Für die Decke des quadratischen Versammlungsraums wurde Mahagoniholz verwendet, das in Uganda reichlich vorhanden ist, während die Wände, der Altar und die Sitze aus vor Ort handgefertigten Ziegeln bestehen. All dies macht das Gebäude zu einem unkonventionellen, aber unscheinbaren Bauwerk, das auf bescheidene, aber phantasievolle Weise mit dem Ort und den Menschen, denen es dient, im Einklang steht. Das zentrale Gebäude wird flankiert von kokosnussähnlichen Bausegmenten. Das Pilgerzentrum von Mityana fügt sich mit einer Wirkung der „Ruhe“ in die es umgebende Landschaft ein.